# Michel d'Hermies
 (janvier 2021).
Il peut être nécessaire de l'améliorer pour respecter le principe de neutralité de point de vue. Veuillez consulter la page de discussion pour plus de détails.

Michel d'Hermies est un philosophe, écrivain et poète français né le 20 août 1924 à Lille et mort le 21 août 1998 à Ivry-sur-Seine. Il est agrégé de philosophie.

## Biographie
Michel D'Hermies est issu d'une famille d'enseignants. Sa mère, « fontenaisienne »[Quoi ?], enseignait les mathématiques, et son père était agrégé de lettres classiques.
Michel D'Hermies enseigna tout d'abord la philosophie dans le Nord de la France, à Calais, Douai et Amiens avant d'être nommé dans la région parisienne : au Lycée Paul Valéry, puis au lycée Lakanal de Sceaux où il eut en charge les élèves d' une khâgne (dont Gilles Kepel qui lui dédicacera son livre "Jihad")[1], avant que  l'Inspection Générale lui confie la Première Supérieure du lycée Henri IV.
Son travail se situe au croisement de la philosophie, de l'art  et de la littérature comme en témoigne son Diplôme d'Études Supérieures de Philosophie, soutenu en 1947 et intitulé Le Schématisme poétique, consacré à la poésie de Hugo, Baudelaire, Rimbaud et Mallarmé. Il entra en littérature avec des poèmes  publiés sous la direction de Jean Cayrol dans les revues Écrire et Esprit,puis un roman "La Mauvaise Grâce",, aux Éditions du Seuil ainsi que des articles de critique d'art,.
Michel D'Hermies meurt le 21 août 1998 à Paris, des suites d'un Parkinson contracté l'année même où il prend sa retraite, laissant de nombreux manuscrits non publiés.

## Œuvres publiées
- La Mauvaise Grâce, Éditions du Seuil, 1958
- Art et Sens, Masson, 1974
- La Traversée de la mer Rouge, Éditions de la Différence, 1978[8]
- Homo-logie, Paul Vermont, 1979 (sous le pseudonyme : Michel D'Hermès)

## Analyse de son œuvre[9]
Cet intérêt et cette double culture se retrouvent dans ce qui demeure son livre majeur, destiné à des élèves de Classes Préparatoires : Art et Sens qui fut accueilli favorablement par la critique, et dont le titre pose à lui seul  le débat fondamental qui a toujours habité celui qui fut à la fois  critique d'art, et historien rigoureux de la philosophie, et qui aborde tous les grands thèmes de l'histoire de l'esthétique. 
La thèse est claire et amorce une esthétique post-kantienne : l'émotion esthétique n'est pas un langage chiffré, déficient, englué dans le sensible et renvoyant à la raison qui en livrerait le sens.  L'art n'est pas langage et il ne contient aucun "message". Il n'est ni une invitation érotique au désir de savoir (Platon), ni manifestation sensible de la vérité (Hegel), ni symbole de la moralité (Kant), ni effet visible de l'harmonie universelle (Plotin, Leibnitz),,
Reste alors à déterminer les rapports du "logos" et du sensible, pour ne pas tomber dans le piège de la misologie : dire que l'art n'a rien à dire c'est encore le faire parler et donner un sens à ce qui reste muet, c'est donc encore trop dire puisque c'est déjà dire...
Mais comme il le montre dans le chapitre intitulé "syncope et délusion", il est toujours possible de poursuivre un sens qui joue et se déjoue et se dérobe à mesure qu'on s'en approche. D'où sa conclusion qui résume l'essentiel : "L'art ne va pas contre la raison. Mais son rôle est peut-être de nous rappeler la possibilité d'un autre usage de notre raison où le travail et le jeu, le concept et l'intuition, le devoir et le bonheur perdraient symétriquement leur sens. Que la raison devienne grâce, c'est de la provocation pour qui n'y voit que labeur",,.
Son dernier livre publié "Homo-logie", parut en 1979 sous le pseudonyme "D'Hermès", puisqu'il enseignait encore. C'est un des rares livres philosophiques abordant la question de l'homosexualité à cette époque. "Sans attrait, pas de rivalité : toute communauté suppose une homosexualité que l'interdit ou l'institutionnalisation éclipse, d'où l'horreur toujours prête à basculer en fascination", y écrit-il.[Interprétation personnelle ?]
De nombreux textes et articles de Michel D'Hermies encore non publiés, sont en cours de lecture par ses amis et anciens élèves en vue d'une publication posthume, dont. Salve, volume de textes choisis et d'hommages de ses amis et anciens élèves, fut édité en 2000 à l'occasion de sa mort.